# Autokatalízis
Az autokatalízis olyan speciális katalitikus kémiai reakció, amelynek (egyik) terméke (esetleg köztiterméke) a reakció katalizátora.
A legegyszerűbb nemlineáris kémiai jelenség, amelynél a koncentráció és a reakciósebesség is hirtelen, ugrásszerűen változhat.
Az autokatalitikus reakciók egy inkubációs idő után felgyorsulnak. A reakció lassan ugyan, de például a jelen lévő szennyező anyagok hatására elindul, aztán a katalizátorként viselkedő termék megjelenése után felgyorsul.
Ilyen például az oxálsav és a kálium-permanganát reakciója:
{\displaystyle {\ce {2 KMnO4 + 5 (COOH)2 + 3 H2SO4 -> 2 MnSO4 + 10 CO2 + 8 H2O + K2SO4}}}
A reakcióban a mangánionok (Mn2+) vesznek részt katalizátorként.